# Episodi di Longmire (quarta stagione)
La quarta stagione della serie televisiva Longmire è stata interamente pubblicata su Netflix il 10 settembre 2015.
In Italia la stagione va in onda in prima assoluta su TOP Crime dal 9 agosto al 6 settembre 2016.
| nº | Titolo originale           | Titolo italiano       | Prima TV USA      | Prima TV Italia  |
| -- | -------------------------- | --------------------- | ----------------- | ---------------- |
| 1  | Down by the River          | Lungo il fiume        | 10 settembre 2015 | 9 agosto 2016    |
| 2  | War Eagle                  | Vecchi rancori        | 10 settembre 2015 | 9 agosto 2016    |
| 3  | High Noon                  | Tra due fuochi        | 10 settembre 2015 | 16 agosto 2016   |
| 4  | Four Arrows                | Quattro frecce        | 10 settembre 2015 | 16 agosto 2016   |
| 5  | Help Wanted                | Cercasi aiuto         | 10 settembre 2015 | 23 agosto 2016   |
| 6  | The Calling Back           | Violenza alla riserva | 10 settembre 2015 | 23 agosto 2016   |
| 7  | Highway Robbery            | Rapina in autostrada  | 10 settembre 2015 | 30 agosto 2016   |
| 8  | Hector Lives               | Hector vive           | 10 settembre 2015 | 30 agosto 2016   |
| 9  | Shotgun                    | Sparatorie            | 10 settembre 2015 | 6 settembre 2016 |
| 10 | What Happens on the Rez... | Il falco              | 10 settembre 2015 | 6 settembre 2016 |